# 葛凱莉
葛凱莉 MLA（？—），加拿大政治人物，2020年起以卑詩新民主黨黨員身份擔任卑詩省議會列治文史提夫斯頓選區議員，2024年起晉身內閣，現為該省應急管理及氣候準備廳長。在晉身省政前，她曾於2018年-2020年間任職列治文市議員。

## 生平
葛凱莉生於卑詩省列治文，在該市的史提夫斯頓社區成長，就讀於休·博伊德中學，2002年從卑詩大學獲取心理學文學士學位，後供職會計事務所和銀行業。她與丈夫育有三名子女。2016年她因不滿省政府計劃關閉列治文數間學校而加入當地家長組織，並萌生從政的念頭。
2017年省選，她代表卑詩新民主黨競逐省議會列治文史提夫斯頓選區議席，但不敵尋求連任的自由黨候選人葉志明。2018年市選她則代表列治文公民協會競選列治文市議員職務並告當選。
她於2020年省選再度代表新民主黨競逐列治文史提夫斯頓選區議席，這次則贏取52%選票並擊敗自由黨候選人白文輝（Matt Pitcairn），首度晉身省議會，同年11月16日辭任列治文市議員。同年11月26日她獲省長賀謹任命為環境議會秘書，支援環境及氣候變化策略廳長賀佐治。尹大衛接替賀謹出任省長後，於2022年12月7日調任葛凱莉為漁業及水產養殖議會秘書，支援水源、土地及資源管理廳長兼專責漁業廳長柯立倫。
2024年省選後新民主黨維持執政地位，葛凱莉成功連任議員，並獲委任為應急管理及氣候準備廳長。

## 外部連結
- （英文）卑詩省議會網站 葛凱莉議員簡介 （页面存档备份，存于）